# 매슈 파커
매슈 파커(Matthew Parker, 1504년 ~ 1575년 5월 17일)는 캔터베리 대주교이다.
잉글랜드 동부의 노리치 출신이다. 로마 가톨릭의 인위적인 교의를 논박하고 개신교 사상을 강조하는 영국 성공회 39개조 신조를 작성하는 등 영국 종교 개혁을 재개하였으며, 그를 시작으로 캔터베리 대주교가 성공회의 상징으로 명실공히 정착하였다. 이는 물론 엘리자베스 1세 여왕의 강력한 후원이 있었다. 매슈파커가 작성한 성공회 39개조 신조는 성공회의 교리이기 때문에, 존 찰스 라일 주교 등의 성공회 복음주의 성직자들은 성공회 39개조 신조를 성공회의 개신교로서의 성격, 성공회의 뿌리인 잉글랜드 종교개혁 전통을 나타내는 신앙고백으로서 중요하게 생각하였다.